# Raionul Talalaiivka, Cernihiv
Talalaiivka (în ucraineană Талалаївський район, transliterat: Talalaiivskîi raion) este un raion în regiunea Cernigău, Ucraina. Reședința sa este așezarea de tip urban Talalaiivka.

## Demografie
Componența lingvistică a raionului Talalaiivka
     Ucraineană (97,95%)
     Rusă (1,89%)
     Alte limbi (0,11%)
Conform recensământului din 2001, majoritatea populației raionului Talalaiivka era vorbitoare de ucraineană (97,95%), existând în minoritate și vorbitori de rusă (1,89%).